# Kameiros

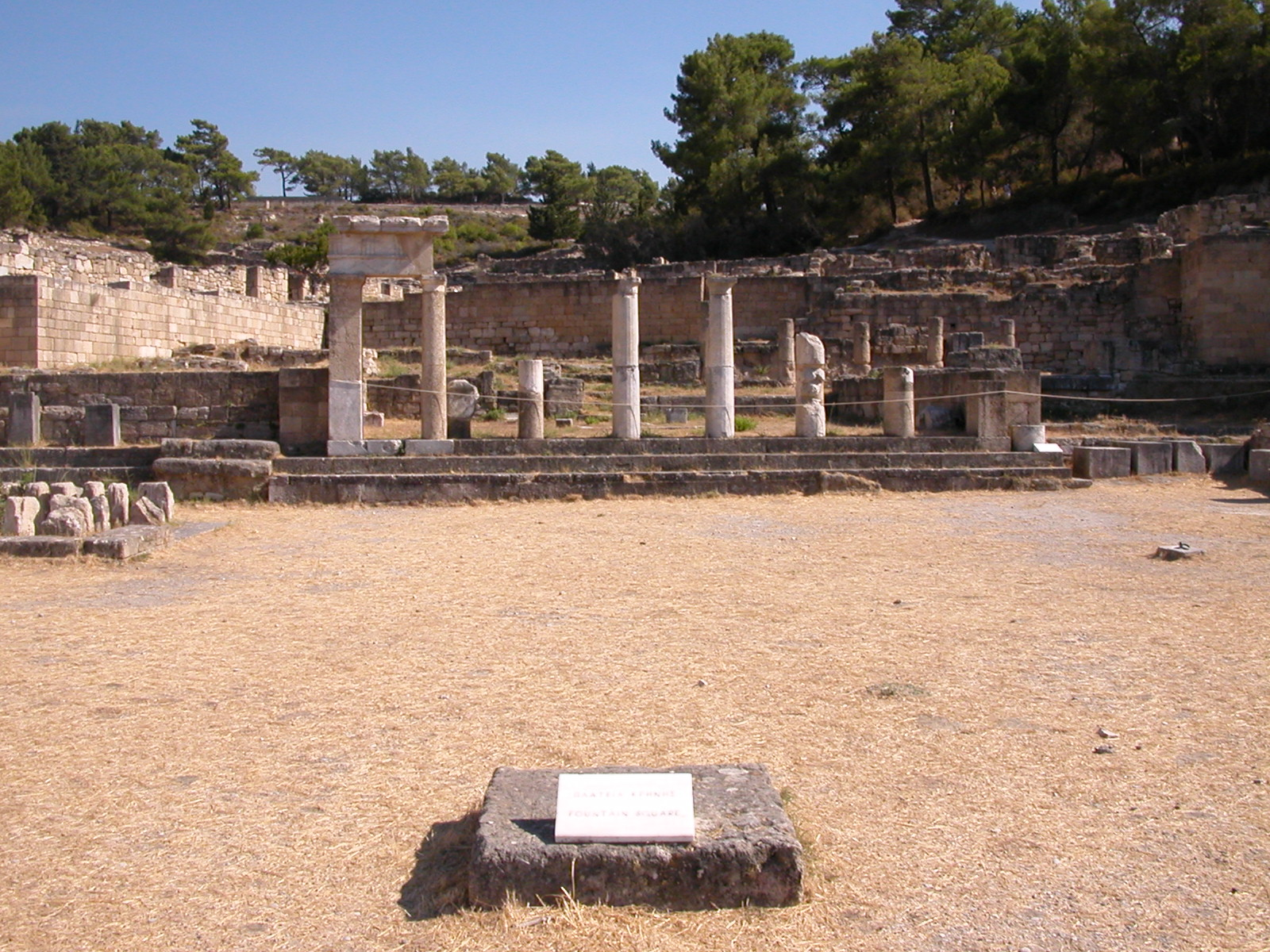
Ruiner i Kameiros

Kameiros (grekiska: Κάμειρος) var en forngrekisk stad på Rhodos västra kust, grundad av doriska kolonister. Staden var medlem av doriska hexapolis och var länge den mest betydande av öns städer.